# Nagydobrony
Nagydobrony (ukránul: Велика Добронь [Velika Dobrony], oroszul: Великая Добронь [Velikaja Dobrony]) falu Ukrajnában, Kárpátalján, az Ungvári járásban.

## Fekvése
Nagydobrony Ungvártól 42 km-re délkeletre, Munkácstól 23 km-re nyugatra, a Szernye-patak és a Latorca között fekszik. A településen két fontos út is áthalad: egyrészt a Csap–Munkács országút, másrészt a Csap–Beregszász közút. Ezek a falu központjában találkoznak. Szomszédos települések: a falutól 1 km-re nyugatra Kisdobrony, 6 km-re keletre Csongor, 10 km-re délre Bátyú. Bátyúban található a településhez legközelebb eső vasútállomás.

## Nevének eredete
Nevének két fajta eredete ismeretes:
- Mivel sokáig a Dobók birtoka volt, ezért sokan innen eredeztetik a nevét.
- Nagydobronyt tölgyerdők veszik körbe, aminek orosz (szláv) neve dub, ezért mások ebből eredeztetik a nevét.

## Története
Nagydobrony környéke valószínűleg már a bronz- és vaskorban is lakott volt. A területen számos ősi leletre bukkantak, a legrégebbiek háromezer évesek lehetnek. Bronzkarikák, gombok, kopjavégek, üveggyöngyök, valamint egy lándzsa-csúcs és egy vastőr került elő a föld alól.
A szájhagyomány nem őrzött meg a falu keletkezésére utaló mondát. A helyiek annyit hallottak őseiktől, hogy az első lakók a Kucsárka nevű részen telepedtek le, melyet a Hatrác-patak félkörívben védett a támadóktól. Hogy ez mikor történt, és kik voltak az első telepesek, nem lehet tudni.
Egyes történészek úgy gondolják, hogy a település bolgár-besenyő eredetű lehet a honfoglalás előtti, vagy közvetlenül a honfoglalás utáni időkből. A falu nevének szlávos hangzásából következtetnek erre, valamint abból, hogy 1081 és 1095 között bolgárok özönlötték el a Tisza–Ung–Latorca vidékét.
A tatárjárás idején valószínűleg elpusztult a falu, bár erről nincsenek pontos adatok. Lehoczky Tivadar munkái szerint a tatárok a későbbi Bereg vármegye területét teljesen elpusztították. A történész ezt írja az akkor még Csépánfölde, Csépántelek néven ismert Kisdobronyról: „...Csépán nevű egykori helység feküdt tehát Dobrony és Ignécz között s a tatárok 1241-ben elpusztították.” Valószínű, hogy Nagydobrony sorsa is hasonló volt a környező falvakéhoz.
Annyi bizonyosan elmondható Lehoczky Tivadar leírása alapján, hogy Nagydobronynak már léteznie kellett a tatárdúlás idején. Első korabeli írásos említése 1248-ból való, a leleszi konvent levéltárában található egyik okiratban szerepel „Dobron” néven, azonban Györffy György megkérdőjelezi ennek eredetét. Majd egy 1270-ben kelt határleírásban található utalás a falura: „Chepanteluk... inter Dobron... et Ogteluk” (vagyis Kisdobrony már akkor is Nagydobrony és Tiszaágtelek között feküdt). Ezt az iratot jelenleg a Magyar Országos Levéltár őrzi. A település még számos későbbi leírásban felbukkan „Dobrun” (1270), „Dubron” (1299) formában.
A 13. században már egyházas hely, Kárpátalja legnagyobb magyarlakta települése. Jellegzetes helyi népszokásokkal, népviselettel, népköltészettel. 1321-ben „Dubrum” alakban találjuk.
A 18. század végén Vályi András így ír róla: „DOBRONY. Nagy Dobrony. Magyar falu Bereg Vármegyében, földes Ura Gróf Schönborn Uraság, lakosai reformátusok, fekszik az előbbi falunak szomszédságában, Csomonyához fél mértföldnyire, határja két nyomásra van osztva, és mindenféle gabonát meglehetősen terem, réttyei is elegendők, és marháinak alkalmatos szénát teremnek, Munkácsi piatzozása két mértföldnyire, a’ másik pedig más fél órányira van tőle, fájok tűzre, és épűletre elegendő, külső gyümöltsös kertyei is vagynak; de mivel a’ víz áradások járják, piatzó helyekre is néha épen nem mehetnek, második Osztálybéli.”
Fényes Elek 1851-ben kiadott geográfiai szótárában így ír a faluról: „Dobrony (Nagy), Beregh vm. magyar falu, az elébbeni helységhez keletre 1/2 mfdnyire: 18 r. kath., 19 g. kath., 1128 ref., 6 zsidó lak. Ref. anyaszentegyház. Határa hasonló a Kis-Dobronyihoz, csakhogy annál sokkal terjedtebb; külső gyümölcsösei szépek. F. u. gr. Schönborn.”
Gyűjtött itt Bartók és Kodály, 1901-ben itt nyaralt Ady Endre, aki költeményében is megörökítette. A trianoni béke előtt Bereg vármegye Mezőkaszonyi járásához tartozott. Ekkor a mesterségesen létrehozott Csehszlovákiához csatolták.
1923 január 31-én megszűnt a korábban Bereg vármegye részeként létező Mezőkaszonyi járás. A falu Kisdobronnyal együtt ezentúl az Ungvári járáshoz tartozott. Az első bécsi döntés alapján 1938 és 1945 között ismét Magyarországhoz került, ekkor azonban Ung vármegyébe osztották be. 1941 november 30-án első világháborús emlékművet avattak. A második világháború során 152 nagydobronyi férfi esett el. 1944 novemberében a sztálinisták közel 300 férfit hurcoltak el, közülük 93-an odahaltak.
1945-ben Szovjetunióhoz csatolták a települést. 1953-ban nyílt meg magyar nyelvű középiskolája, de az általános iskolában is magyar nyelvű az oktatás. 1991 óta Ukrajnához tartozik. 2018. július 15-én hajnalban felgyújtották a Nagydobronyi Református Déli Cigánygyülekezet imaházát és óvodáját.

## Legendája
Nagydobronyhoz az egyik legérdekesebb 20. századi legenda fűződik. Az eredeti verzió szerint a községet jóval a II. világháború befejezése után, békeidőben a szovjet csapatok lebombázták, a földdel tették egyenlővé. Ma sem található a térképeken.
A nyugati sajtópropaganda által felkapott hír évtizedekig fel-felbukkant különböző forrásokban, utalásokban. A legenda megnyugtató lezárására csak 1990 után kerülhetett sor.

## Népesség
- 1910-ben 3033 lakosából 3027 magyar volt.
- 2005-ben 5600 lakosának 90%-a magyar.

| 2001 | 5 687 |

A népesség anyanyelv szerinti megoszlása a teljes népesség %-ában (2001)

## Látnivalók
- A Nagydobronyi Líceum, 2020-ig Nagydobronyi Középiskola, ahol a nemrégi felújítás után már professzionális, digitális környezetben tanulhatnak a diákok.
- Református temploma a korábbi fatemplom helyén 1776 és 1805 között épült fel. Ez később szűknek bizonyult, ezért 1912-ben új templomot építettek, melyet 1987-ben újítottak fel.
- A Nagydobronyi Református Líceum 1995-ben jött létre, melyben több mint 100, Kárpátalja különböző településeiről való diák tanul.
- Az Irgalmas Samaritánus Református Gyermekotthon 1995. óta otthon immár több mint 70 árva, félárva és/vagy rokkant gyermeknek.

## Híres emberek
Nagydobronyban született:
- Kántor József, volt igazgató és történelemtanár a Nagydobronyi Középiskolában;
- Nagydobronyi Weöres Sándor (Varga Sándor) kortárs költő;
- 1897. február 18-án Vörös Géza festő;[9]
- 1944. március 7-én Hidi Endre keramikus.[10]

## Népművészet, népszokások
Kárpátalja legnagyobb magyarlakta községe, mely őrzi népszokásaiban, népviseletében gazdag hagyományait. Bár népviseletét már nem a napi viseletben őrzi, de ma is varrnak, hímeznek a nagydobronyi asszonyok.
A településen gyűjtött népdalt egykor Bartók Béla és Kodály Zoltán is. Ismertek itt máig a nagydobronyi népballadák, és híresek a lakodalmi szokások. A lakodalmi kendőkön, szőtteseken pedig máig megtalálhatók a dobronyi rózsák.
A dobronyi fazekasság is híres volt, melynek hagyományait Hidi Endre keramikus, iparművész vitte tovább a településen.
Érdekesség, hogy a nagydobronyi lakosok legtöbbje az UTC+1-es időzónát használja